# Campeonato Argentino de Mayores 2006
El Campeonato Argentino de Mayores de 2006 fue la sexagésimo-segunda edición del torneo de uniones regionales organizado por la Unión Argentina de Rugby. La Zona Campeonato se llevó a cabo entre el 4 de marzo y el 1 de abril de 2006.
A pedidos de las uniones participantes (excepto la Unión Entrerriana de Rugby), la disputa de la Zona Ascenso se postergó a la segunda mitad del año, disputándose finalmente entre el 1 de julio y el 18 de noviembre de 2006.
El seleccionado de Buenos Aires obtuvo su trigésimo-segundo campeonato al vencer 34-10 en la final al campeón defensor, la Unión de Rugby de Tucumán en la cancha de Hindú. Pablo Gómez Cora y Federico Serra fueron el tryman y máximo anotador del torneo, respectivamente. La Zona Ascenso fue ganada por la Unión Sanjuanina de Rugby.

## Equipos participantes
Disputaron esta edición los seleccionados provenientes de veintitrés uniones provinciales: ocho en la Zona Campeonato y quince en la Zona Ascenso.
| División                  | Equipo              | Unión                                                |
| ------------------------- | ------------------- | ---------------------------------------------------- |
| Zona Campeonato 8 equipos | Buenos Aires        | Unión de Rugby de Buenos Aires                       |
| Zona Campeonato 8 equipos | Córdoba             | Unión Cordobesa de Rugby                             |
| Zona Campeonato 8 equipos | Cuyo                | Unión de Rugby de Cuyo                               |
| Zona Campeonato 8 equipos | Mar del Plata       | Unión de Rugby de Mar del Plata                      |
| Zona Campeonato 8 equipos | Rosario             | Unión de Rugby de Rosario                            |
| Zona Campeonato 8 equipos | Salta               | Unión de Rugby de Salta                              |
| Zona Campeonato 8 equipos | Santa Fe            | Unión Santafesina de Rugby                           |
| Zona Campeonato 8 equipos | Tucumán             | Unión de Rugby de Tucumán                            |
| Zona Ascenso 15 equipos   | Alto Valle          | Unión de Rugby del Alto Valle de Río Negro y Neuquén |
| Zona Ascenso 15 equipos   | Austral             | Unión de Rugby Austral                               |
| Zona Ascenso 15 equipos   | Chubut              | Unión de Rugby del Valle del Chubut                  |
| Zona Ascenso 15 equipos   | Entre Ríos          | Unión Entrerriana de Rugby                           |
| Zona Ascenso 15 equipos   | Formosa             | Unión de Rugby de Formosa                            |
| Zona Ascenso 15 equipos   | Jujuy               | Unión Jujeña de Rugby                                |
| Zona Ascenso 15 equipos   | La Rioja            | Unión Riojana de Rugby                               |
| Zona Ascenso 15 equipos   | Lagos del Sur       | Unión de Rugby de los Lagos del Sur                  |
| Zona Ascenso 15 equipos   | Misiones            | Unión de Rugby de Misiones                           |
| Zona Ascenso 15 equipos   | Nordeste            | Unión de Rugby del Nordeste                          |
| Zona Ascenso 15 equipos   | Oeste               | Unión de Rugby del Oeste de Buenos Aires             |
| Zona Ascenso 15 equipos   | San Juan            | Unión Sanjuanina de Rugby                            |
| Zona Ascenso 15 equipos   | San Luis            | Unión de Rugby San Luis                              |
| Zona Ascenso 15 equipos   | Santiago del Estero | Unión Santiagueña de Rugby                           |
| Zona Ascenso 15 equipos   | Sur                 | Unión de Rugby del Sur                               |

Las uniones del Centro de la Provincia de Buenos Aires y de Tierra del Fuego desistieron de participar en la Zona Ascenso por no contar con
un seleccionado representativo y por no compartir con el criterio de programación, respectivamente.

## Formato
Los veintitrés equipos participantes fueron divididos en dos categorías: Zona Campeonato y Zona Ascenso..
Zona Campeonato
La Zona Campeonato estuvo compuesta por ocho equipos divididos en dos zonas de cuatro equipos cada uno y se resolvieron con el sistema de todos contra todos a una sola ronda y alternando encuentros de local y visitante. Se otorgaron 4 puntos por partido ganado, 2 por partido empatado y 0 por partido perdido. Se otorgó 1 punto bonus ofensivo en el caso de marcar cuatro tries o más y 1 punto bonus defensivo por perder por siete puntos de diferencia o menos. Los 1º y 2º de cada zona clasificaron a las semifinales. 
En las semifinales se enfrentaron el 1º de la Zona 1 contra el 2º de la Zona 2 y viceversa. Los 1º de cada zona fueron locales. Los ganadores de las semifinales clasificaron a la final para determinar el campeón de la temporada. Para la definición de la localía en la final, se invirtieron las localías de las semifinales y en caso de no ser posible se procedería a realizar un sorteo.
Los equipos que ocuparon el 4º puesto en sus zonas jugaron dos partidos entre sí para definir el descenso a la Zona Ascenso de la siguiente edición. Fue local en el partido de ida el equipo que haya obtenido la menor cantidad de puntos en su zona (en caso de tener la misma cantidad, se decidiría por sorteo).
Zona Ascenso
La Zona Ascenso estuvo compuesta por quince equipos divididos en tres zonas de cinco equipos cada una. Las equipos fueron distribuidos de acuerdo a su ubicación geográfica con tres zonas Norte y dos zonas Sur. Cada zona se resolvió con el sistema de todos contra todos a una sola ronda y alternando encuentros de local y visitante. Se otorgaron 4 puntos por partido ganado, 2 por partido empatado y 0 por partidos perdidos. Se otorgó 1 punto bonus ofensivo en el caso de marcar cuatro tries o más y 1 punto bonus defensivo por perder por siete puntos de diferencia o menos. Los cinco ganadores de cada zona y el mejor segundo de la zona norte clasificaron a la fase final.
La fase final se disputó a eliminación directa en tres rondas, garantizando una final entre un equipo del norte y otro del sur. Los cuatro equipos de la zona norte jugaron dos etapas para definir a su ganador (semifinales y final) mientras que los de la zona sur jugaron un solo encuentro (final). Por primera vez la final se disputó a ida y vuelta con ambos seleccionados actuando de local y el orden decidido por sorteo. El campeón de la Zona Ascenso ascendió a la Zona Campeonato de la siguiente edición.

## Zona Campeonato

### Zona 1
| Pos. | Equipos      | Partidos | Partidos | Partidos | Tantos | Tantos | Tantos | Pts. |
| Pos. | Equipos      | G        | E        | P        | PF     | PC     | DP     | Pts. |
| ---- | ------------ | -------- | -------- | -------- | ------ | ------ | ------ | ---- |
| 1.°  | Tucumán      | 3        | 0        | 0        | 95     | 43     | +52    | 14   |
| 2.°  | Buenos Aires | 2        | 0        | 1        | 97     | 40     | +57    | 11   |
| 3.°  | Salta        | 1        | 0        | 2        | 54     | 115    | -61    | 4    |
| 4.°  | Santa Fe     | 0        | 0        | 3        | 45     | 93     | -48    | 2    |

|  | Clasifica a fase final |
|  | Desempate descenso     |

| 4 de marzo | Tucumán | 42 - 13 | Salta | Tucumán Lawn Tennis, Tucumán                                            |                                                                         |
|            |         | Reporte |       | Asistencia: 6000 espectadores Árbitro(s): Víctor Rabufetti (Entre Ríos) | Asistencia: 6000 espectadores Árbitro(s): Víctor Rabufetti (Entre Ríos) |

| 4 de marzo | Buenos Aires | 32 - 7  | Santa Fe | La Plata RC, Gonnet                                               |                                                                   |
|            |              | Reporte |          | Asistencia: 400 espectadores Árbitro(s): Javier Mancuso (Córdoba) | Asistencia: 400 espectadores Árbitro(s): Javier Mancuso (Córdoba) |

| 11 de marzo | Santa Fe | 8 - 27  | Tucumán | Universitario, Santa Fe         |                                 |
|             |          | Reporte |         | Árbitro(s): Andrés Ramos (Cuyo) | Árbitro(s): Andrés Ramos (Cuyo) |

| 11 de marzo | Buenos Aires | 43 - 7               | Salta | La Plata RC, Gonnet                 |                                     |
|             |              | p.88 Reporte Reporte |       | Árbitro(s): M. Rodríguez (Santa Fe) | Árbitro(s): M. Rodríguez (Santa Fe) |

| 18 de marzo | Tucumán | 26 - 22              | Buenos Aires | Tucumán Lawn Tennis, Tucumán                                      |                                                                   |
|             |         | Reporte p.89 Reporte |              | Asistencia: 7000 espectadores Árbitro(s): Daniel Jabase (Córdoba) | Asistencia: 7000 espectadores Árbitro(s): Daniel Jabase (Córdoba) |

| 18 de marzo | Salta | 34 - 30 | Santa Fe | Jockey Club, Salta                         |                                            |
|             |       | Reporte |          | Árbitro(s): Federico Cuesta (Buenos Aires) | Árbitro(s): Federico Cuesta (Buenos Aires) |

### Zona 2
| Pos. | Equipos       | Partidos | Partidos | Partidos | Tantos | Tantos | Tantos | Pts. |
| Pos. | Equipos       | G        | E        | P        | PF     | PC     | DP     | Pts. |
| ---- | ------------- | -------- | -------- | -------- | ------ | ------ | ------ | ---- |
| 1.°  | Cuyo          | 2        | 1        | 0        | 62     | 47     | +15    | 10   |
| 2.°  | Córdoba       | 2        | 0        | 1        | 75     | 38     | +37    | 10   |
| 3.°  | Rosario       | 1        | 1        | 1        | 62     | 77     | -15    | 6    |
| 4.°  | Mar del Plata | 0        | 0        | 3        | 42     | 79     | -37    | 1    |

|  | Clasifica a fase final |
|  | Desempate descenso     |

| 4 de marzo | Cuyo | 16 - 16 | Rosario | Mendoza Rugby Club, Bermejo                |                                            |
|            |      | Reporte |         | Árbitro(s): Leonardo Borghi (Buenos Aires) | Árbitro(s): Leonardo Borghi (Buenos Aires) |

| 4 de marzo | Córdoba | 16 - 9  | Mar del Plata | La Tablada, Córdoba                              |                                                  |
|            |         | Reporte |               | Árbitro(s): Cristian Sánchez Ruíz (Buenos Aires) | Árbitro(s): Cristian Sánchez Ruíz (Buenos Aires) |

| 11 de marzo | Mar del Plata | 23 - 33 | Cuyo | San Ignacio RC, Mar del Plata               |                                             |
|             |               | Reporte |      | Árbitro(s): Roberto Martínez (Buenos Aires) | Árbitro(s): Roberto Martínez (Buenos Aires) |

| 11 de marzo | Córdoba | 51 - 16 | Rosario | La Tablada, Córdoba                     |                                         |
|             |         | Reporte |         | Árbitro(s): Pablo Deluca (Buenos Aires) | Árbitro(s): Pablo Deluca (Buenos Aires) |

| 18 de marzo | Cuyo | 13 - 8  | Córdoba | Mendoza Rugby Club, Bermejo                                               |                                                                           |
|             |      | Reporte |         | Asistencia: 1400 espectadores Árbitro(s): Ricardo Ponce de León (Tucumán) | Asistencia: 1400 espectadores Árbitro(s): Ricardo Ponce de León (Tucumán) |

| 18 de marzo | Rosario | 30 - 10 | Mar del Plata | Gimnasia y Esgrima, Rosario                |                                            |
|             |         | Reporte |               | Árbitro(s): Carlos Sandoval (Buenos Aires) | Árbitro(s): Carlos Sandoval (Buenos Aires) |

### Desempate descenso
La Unión Santafesina de Rugby ganó el desempate (global 58-43) y mantuvo la categoría.
| 25 de marzo | Mar del Plata | 26 - 25 | Santa Fe | Mar del Plata Club, Mar del Plata                 |                                                   |
|             |               | Reporte |          | Árbitro(s): Christian Sánchez Ruiz (Buenos Aires) | Árbitro(s): Christian Sánchez Ruiz (Buenos Aires) |

| 1 de abril | Santa Fe | 33 - 17 | Mar del Plata | Universitario, Santa Fe             |                                     |
|            |          | Reporte |               | Árbitro(s): Daniel Jabase (Córdoba) | Árbitro(s): Daniel Jabase (Córdoba) |

### Fase final
|  | Semifinales  | Semifinales  | Semifinales |         |              | Final        | Final      | Final      |  |
|  | 25 de marzo  | 25 de marzo  | 25 de marzo |         |              | 1 de abril   | 1 de abril | 1 de abril |  |
|  |              |              |             |         |              |              |            |            |  |
|  |              |              |             |         |              |              |            |            |  |
|  | Cuyo         | Cuyo         | 15          |         |              |              |            |            |  |
|  | Cuyo         | Cuyo         | 15          |         |              |              |            |            |  |
|  | Buenos Aires | Buenos Aires | 49          |         |              |              |            |            |  |
|  | Buenos Aires | Buenos Aires | 49          |         | Buenos Aires | Buenos Aires | 34         |            |  |
|  |              |              |             |         | Buenos Aires | Buenos Aires | 34         |            |  |
|  |              |              | Tucumán     | Tucumán | 10           |              |            |            |  |
|  | Tucumán      | Tucumán      | Tucumán     | Tucumán | 10           | 40           |            |            |  |
|  | Tucumán      | Tucumán      |             |         |              | 40           |            |            |  |
|  | Córdoba      | Córdoba      | 26          |         |              |              |            |            |  |
|  | Córdoba      | Córdoba      | 26          |         |              |              |            |            |  |
|  |              |              |             |         |              |              |            |            |  |

Semifinales
| 25 de marzo | Tucumán | 40 - 26 | Córdoba | Tucumán Lawn Tennis, Tucumán                                             |                                                                          |
|             |         | Reporte |         | Asistencia: 7000 espectadores Árbitro(s): Leonardo Borghi (Buenos Aires) | Asistencia: 7000 espectadores Árbitro(s): Leonardo Borghi (Buenos Aires) |

| 25 de marzo | Cuyo | 15 - 49              | Buenos Aires | Mendoza Rugby Club, Bermejo               |                                           |
|             |      | p.90 Reporte Reporte |              | Árbitro(s): Víctor Rabufetti (Entre Ríos) | Árbitro(s): Víctor Rabufetti (Entre Ríos) |

Final
Buenos Aires fue elegida como sede de la final al alternarse las localías de las semifinales.
| 1 de abril | Buenos Aires | 34 - 10 | Tucumán | Hindú Club, Don Torcuato                                                 |                                                                          |
|            |              | Reporte |         | Asistencia: 3500 espectadores Árbitro(s): Víctor Rabuffetti (Entre Ríos) | Asistencia: 3500 espectadores Árbitro(s): Víctor Rabuffetti (Entre Ríos) |

|                          |
| Buenos Aires Campeón     |
| Trigésimo-segundo título |

## Zona Ascenso

### Zona Norte 1
| Pos. | Equipos  | Partidos | Partidos | Partidos | Tantos | Tantos | Tantos | Pts. |
| Pos. | Equipos  | G        | E        | P        | PF     | PC     | DP     | Pts. |
| ---- | -------- | -------- | -------- | -------- | ------ | ------ | ------ | ---- |
| 1.°  | San Juan | 2        | 0        | 0        | 112    | 20     | +92    | 10   |
| 2.°  | San Luis | 1        | 0        | 1        | 35     | 100    | -65    | 4    |
| 3.°  | La Rioja | 0        | 0        | 2        | 32     | 59     | -27    | 1    |

|  | Clasifica a semifinales Zona Norte |

| 1 de julio | La Rioja | 10 - 34              | San Juan |                                |                                |
|            |          | p.24 Reporte Reporte |          | Árbitro(s): Luis Arola (Salta) | Árbitro(s): Luis Arola (Salta) |

| 5 de agosto                                                                        | San Luis | 25 - 22                      | La Rioja | FICES Rugby Club, Villa Mercedes |                            |
|                                                                                    |          | Reporte p.24 Reporte Reporte |          | Árbitro(s): Augusto Agüero       | Árbitro(s): Augusto Agüero |
| Primera victoria en la historia de San Luis en el Campeonato Argentino de Mayores. |          |                              |          |                                  |                            |

| 2 de septiembre | San Juan | 78 - 10              | San Luis |                                               |                                               |
|                 |          | Reporte p.24 Reporte |          | Árbitro(s): Cristián Debialoskurski (Córdoba) | Árbitro(s): Cristián Debialoskurski (Córdoba) |

### Zona Norte 2
La Unión Entrerriana de Rugby clasificó a la fase final por ser el mejor segundo de la zona norte. 
| Pos. | Equipos         | Partidos | Partidos | Partidos | Tantos | Tantos | Tantos | Pts. |
| Pos. | Equipos         | G        | E        | P        | PF     | PC     | DP     | Pts. |
| ---- | --------------- | -------- | -------- | -------- | ------ | ------ | ------ | ---- |
| 1.°  | Sgo. del Estero | 2        | 0        | 0        | 49     | 29     | +20    | 8    |
| 2.°  | Entre Ríos      | 1        | 0        | 1        | 114    | 24     | +90    | 6    |
| 3.°  | Jujuy           | 0        | 0        | 2        | 10     | 120    | -110   | 0    |

|  | Clasifica a semifinales Zona Norte |

| 1 de julio | Jujuy | 10 - 25              | Santiago del Estero |                                      |                                      |
|            |       | p.24 Reporte Reporte |                     | Árbitro(s): Carlos Romero (Nordeste) | Árbitro(s): Carlos Romero (Nordeste) |

| 5 de agosto | Entre Ríos | 95 - 0                       | Jujuy |                             |                             |
|             |            | Reporte p.24 Reporte Reporte |       | Árbitro(s): Hernán Filomena | Árbitro(s): Hernán Filomena |

| 2 de septiembre | Santiago del Estero | 24 - 19 | Entre Ríos | Old Lions Rugby Club, Santiago del Estero |                                    |
|                 |                     | Reporte |            | Árbitro(s): Carlos Pinto (Tucumán)        | Árbitro(s): Carlos Pinto (Tucumán) |

### Zona Norte 3
| Pos. | Equipos  | Partidos | Partidos | Partidos | Tantos | Tantos | Tantos | Pts. |
| Pos. | Equipos  | G        | E        | P        | PF     | PC     | DP     | Pts. |
| ---- | -------- | -------- | -------- | -------- | ------ | ------ | ------ | ---- |
| 1.°  | Nordeste | 2        | 0        | 0        | 114    | 28     | +86    | 9    |
| 2.°  | Misiones | 1        | 0        | 1        | 46     | 34     | +12    | 6    |
| 3.°  | Formosa  | 0        | 0        | 2        | 35     | 133    | -98    | 0    |

|  | Clasifica a semifinales Zona Norte |

| 1 de julio | Misiones | 11 - 16              | Nordeste | CAPRI, Posadas                           |                                          |
|            |          | Reporte p.24 Reporte |          | Árbitro(s): Alberto Passamonti (Córdoba) | Árbitro(s): Alberto Passamonti (Córdoba) |

| 5 de agosto | Formosa | 18 - 35              | Misiones | Aborigen Rugby Club, Formosa |                           |
|             |         | p.24 Reporte Reporte |          | Árbitro(s): José Favretto    | Árbitro(s): José Favretto |

| 2 de septiembre | Nordeste | 98 - 17              | Formosa | Aranduroga RC, Corrientes               |                                         |
|                 |          | Reporte p.24 Reporte |         | Árbitro(s): Gustavo Hiayes (Entre Ríos) | Árbitro(s): Gustavo Hiayes (Entre Ríos) |

### Zona Sur 1
| Pos. | Equipos    | Partidos | Partidos | Partidos | Tantos | Tantos | Tantos | Pts. |
| Pos. | Equipos    | G        | E        | P        | PF     | PC     | DP     | Pts. |
| ---- | ---------- | -------- | -------- | -------- | ------ | ------ | ------ | ---- |
| 1.°  | Sur        | 2        | 0        | 0        | 85     | 19     | +66    | 9    |
| 2.°  | Alto Valle | 1        | 0        | 1        | 51     | 23     | +28    | 5    |
| 3.°  | Oeste      | 0        | 0        | 2        | 10     | 104    | -94    | 0    |

|  | Clasifica a final Zona Sur |

| 6 de agosto | Alto Valle | 39 - 3               | Oeste | Neuquén Rugby Club, Neuquén   |                               |
|             |            | p.24 Reporte Reporte |       | Árbitro(s): Juan Vigier (Sur) | Árbitro(s): Juan Vigier (Sur) |

| 2 de septiembre | Sur | 65 - 7               | Oeste |                                          |                                          |
|                 |     | p.24 Reporte Reporte |       | Árbitro(s): Ariel Guillén (Buenos Aires) | Árbitro(s): Ariel Guillén (Buenos Aires) |

| 14 de octubre | Alto Valle | 12 - 20 | Sur | Neuquén Rugby Club, Neuquén      |                                  |
|               |            | Reporte |     | Árbitro(s): Juan Martín Laurelli | Árbitro(s): Juan Martín Laurelli |

### Zona Sur 2
El comienzo de la Zona Sur 2 se postergó debido a la ausencia de la Unión de Rugby de Tierra del Fuego.
| Pos. | Equipos       | Partidos | Partidos | Partidos | Tantos | Tantos | Tantos | Pts. |
| Pos. | Equipos       | G        | E        | P        | PF     | PC     | DP     | Pts. |
| ---- | ------------- | -------- | -------- | -------- | ------ | ------ | ------ | ---- |
| 1.°  | Chubut        | 2        | 0        | 0        | 57     | 21     | +36    | 9    |
| 2.°  | Austral       | 1        | 0        | 1        | 47     | 34     | +13    | 6    |
| 3.°  | Lagos del Sur | 0        | 0        | 2        | 17     | 66     | -49    | 0    |

|  | Clasifica a final Zona Sur |

| 30 de septiembre | Lagos del Sur | 3 - 37       | Chubut |  |  |
|                  |               | p.24 Reporte |        |  |  |

| 7 de octubre | Austral | 29 - 14 | Lagos del Sur | Comodoro Rugby Club, Comodoro Rivadavia |                                         |
|              |         | Reporte |               | Árbitro(s): Daniel Alvarez (Alto Valle) | Árbitro(s): Daniel Alvarez (Alto Valle) |

| 14 de octubre | Chubut | 20 - 18 | Austral | Trelew Rugby Club, Trelew     |                               |
|               |        | Reporte |         | Árbitro(s): Juan Vigier (Sur) | Árbitro(s): Juan Vigier (Sur) |

### Fase final
La Unión Argentina de Rugby resolvió modificar el criterio para decidir las sedes y emparejamiento de las semifinales de la Zona Norte. En lugar de ser decidido por sorteo, como había sido originalmente contemplado, se decidió hacerlo de acuerdo al mérito deportivo logrado en la fase de grupos.
|  | Semifinales Norte | Semifinales Norte | Semifinales Norte |          |          | Finales Norte y Sur | Finales Norte y Sur | Finales Norte y Sur |  |          | Final Ascenso        | Final Ascenso        | Final Ascenso        | Final Ascenso        |  |
|  | 20 de octubre     | 20 de octubre     | 20 de octubre     |          |          | 28 de octubre       | 28 de octubre       | 28 de octubre       |  |          | 11 y 18 de noviembre | 11 y 18 de noviembre | 11 y 18 de noviembre | 11 y 18 de noviembre |  |
|  |                   |                   |                   |          |          |                     |                     |                     |  |          |                      |                      |                      |                      |  |
|  |                   |                   |                   |          |          |                     |                     |                     |  |          |                      |                      |                      |                      |  |
|  | Nordeste          | Nordeste          | 25                |          |          |                     |                     |                     |  |          |                      |                      |                      |                      |  |
|  | Nordeste          | Nordeste          | 25                |          |          |                     |                     |                     |  |          |                      |                      |                      |                      |  |
|  | Sgo. del Estero   | Sgo. del Estero   | 14                |          |          |                     |                     |                     |  |          |                      |                      |                      |                      |  |
|  | Sgo. del Estero   | Sgo. del Estero   | 14                |          | Nordeste | Nordeste            | 11                  |                     |  |          |                      |                      |                      |                      |  |
|  |                   |                   |                   |          | Nordeste | Nordeste            | 11                  |                     |  |          |                      |                      |                      |                      |  |
|  |                   |                   | San Juan          | San Juan | 25       |                     |                     |                     |  |          |                      |                      |                      |                      |  |
|  | San Juan          | San Juan          | San Juan          | San Juan | 25       | 37                  |                     |                     |  |          |                      |                      |                      |                      |  |
|  | San Juan          | San Juan          |                   |          |          |                     |                     |                     |  |          |                      |                      |                      |                      |  |
|  | Entre Ríos        | Entre Ríos        | 25                |          |          |                     |                     |                     |  |          |                      |                      |                      |                      |  |
|  | Entre Ríos        | Entre Ríos        | 25                |          |          |                     |                     |                     |  | San Juan | San Juan             | 29                   | 76                   |                      |  |
|  |                   |                   |                   |          |          |                     |                     |                     |  | San Juan | San Juan             | 29                   | 76                   |                      |  |
|  |                   |                   | Sur               | Sur      | 23       | 18                  |                     |                     |  |          |                      |                      |                      |                      |  |
|  |                   |                   | Sur               | Sur      | 23       | 18                  |                     |                     |  |          |                      |                      |                      |                      |  |
|  |                   |                   |                   |          |          |                     |                     |                     |  |          |                      |                      |                      |                      |  |
|  |                   |                   |                   |          |          |                     |                     |                     |  |          |                      |                      |                      |                      |  |
|  |                   | Sur               | Sur               | 26       |          |                     |                     |                     |  |          |                      |                      |                      |                      |  |
|  |                   |                   |                   | 26       |          |                     |                     |                     |  |          |                      |                      |                      |                      |  |
|  |                   |                   | Chubut            | Chubut   | 7        |                     |                     |                     |  |          |                      |                      |                      |                      |  |
|  |                   |                   | Chubut            | Chubut   | 7        |                     |                     |                     |  |          |                      |                      |                      |                      |  |
|  |                   |                   |                   |          |          |                     |                     |                     |  |          |                      |                      |                      |                      |  |
|  |                   |                   |                   |          |          |                     |                     |                     |  |          |                      |                      |                      |                      |  |
|  |                   |                   |                   |          |          |                     |                     |                     |  |          |                      |                      |                      |                      |  |
|  |                   |                   |                   |          |          |                     |                     |                     |  |          |                      |                      |                      |                      |  |

Semifinales Zona Norte
| 20 de octubre | Nordeste | 25 - 14 | Santiago del Estero | CURNE, Resistencia                        |                                           |
|               |          | Reporte |                     | Árbitro(s): Víctor Rabuffeti (Entre Ríos) | Árbitro(s): Víctor Rabuffeti (Entre Ríos) |

| 20 de octubre | San Juan | 37 - 25 | Entre Ríos | El Palomar UNSJ, San Juan               |                                         |
|               |          | Reporte |            | Árbitro(s): Alberto Pasamonti (Córdoba) | Árbitro(s): Alberto Pasamonti (Córdoba) |

Final Zona Norte
| 28 de octubre | Nordeste | 11 - 25 | San Juan | Aranduroga RC, Corrientes          |                                    |
|               |          | Reporte |          | Árbitro(s): Mauro Rivera (Rosario) | Árbitro(s): Mauro Rivera (Rosario) |

Final Zona Sur
| 28 de octubre | Sur | 26 - 7  | Chubut | CUBB, Bahía Blanca                              |                                                 |
|               |     | Reporte |        | Árbitro(s): Ignacio Iparraguirre (Buenos Aires) | Árbitro(s): Ignacio Iparraguirre (Buenos Aires) |

Final
| 11 de noviembre | Sur | 23 - 29 | San Juan | Soc. Sportiva, Bahía Blanca            |                                        |
|                 |     | Reporte |          | Árbitro(s): Raúl Sauro (Mar del Plata) | Árbitro(s): Raúl Sauro (Mar del Plata) |

| 18 de noviembre | San Juan | 76 - 18 | Sur | San Juan RC, San Juan              |                                    |
|                 |          | Reporte |     | Árbitro(s): Agustín Auad (Tucumán) | Árbitro(s): Agustín Auad (Tucumán) |

| Bandera de la Provincia de San Juan |
| San Juan Campeón Zona Ascenso       |